# Обухова Надія Андріївна
Надія Андріївна Обухова (22 лютого 1886 — 14 серпня 1961) — радянська оперна співачка (мецо-сопрано), народна артистка СРСР (1937).

## Життєвий і творчий шлях
Народилась у Москві. 1912 року закінчила Московську консерваторію по класу співу у У. А. Мазетті. У 1916-43 роках — солістка Великого театру.
Гастролювала в Казані, Харкові, Мінську, Саратові, Горькому, Іваново, Ярославлі. У роки війни залишалася в Москві та продовжувала виступи, зокрема й на Всесоюзному радіо.
Брала участь у записі опер: «Пікова дама» (диригент C. Самосуд, 1937), «Князь Ігор» (диригент О. Мелік-Пашаєв, 1941) і «Снігуронька» (диригент К. Кондрашин, 1946). Друкувалась у періодичних виданнях.
Померла у Феодосії. Похована в Москві на Новодівочому цвинтарі.

## Нагороди й ушанування
Нагороджена орденом Леніна (1937), Сталінською премією (1943), Орденом Трудового Червоного Прапора (1951, 1961).
2004-го було започатковано Всеросійський конкурс-фестиваль молодих вокалістів імені Н. Обухової, 2018 року цей конкурс проводився увосьме.
З 2011 року міжнародний конкурс фестиваль-конкурс імені Н. Обухової було започатковано у Феодосії. 2019 року в окупованому росіянами місті конкурс проводився удев'яте, причому в роботі журі конкурсу разом з російськими музикантами брали участь, попри окупацію, громадянин США Каран Джеймс Далтон та громадянка України, доцент НМАУ Валентина Андрєєва
На честь Надії Обухової названо астероїд, і кратер на Венері.